# Solução padrão
Em química, uma solução padrão (algumas vezes chamada, dependendo da aplicação, de solução estoque) é um grande volume de um reagente comum, tal como o ácido clorídrico ou hidróxido de sódio, numa concentração padronizada. Este termo é comumente usado em química analítica para procedimentos tais como titulações, onde é importante que exatas concentrações de soluções sejam usadas. Soluções padrão não necessariamente se apresentam em concentrações de números inteiros ou arredondados; por exemplo uma solução poderia ser  HCl 0.10082 N.
Também, em bioquímica, o termo é algumas vezes usado para referir-se a soluções altamente concentradas, das quais pode-se obter diluições para concentrações de trabalho (aqui, o termo 'solução estoque' é muito adequado). A solução padrão também pode ser um substrato de ácidos e bases misturados.